# Bupleurum commutatum
Bupleurum commutatum är en flockblommig växtart som beskrevs av Pierre Edmond Boissier och Benedict Balansa. Bupleurum commutatum ingår i släktet harörter, och familjen flockblommiga växter. Inga underarter finns listade i Catalogue of Life.